# Teresa Hoyos
Pour les articles homonymes, voir Hoyos.
Teresa Hoyos, née à Madrid en 1918 et morte le 11 octobre 2010 à Águilas, est une femme politique espagnole, militante du Parti communiste d'Espagne et du Parti communiste français, et résistante en France durant la Seconde Guerre mondiale.

## Biographie
Elle est considérée comme l'une des héroïnes de la guerre d'Espagne. Elle intègre la Résistance française durant la Seconde Guerre mondiale, chargée notamment du soin des orphelins de la guerre.
Elle est la compagne d'Horacio Fernández Inguanzo (es), dirigeant historique du Parti communiste d'Espagne.
Elle décède dans la région de Murcie en 2010.